# Chupinguaia
Chupinguaia är en kommun i Brasilien.   Den ligger i delstaten Rondônia, i den centrala delen av landet, 1 400 km väster om huvudstaden Brasília. Antalet invånare är 8 304.
Omgivningarna runt Chupinguaia är huvudsakligen savann. Trakten runt Chupinguaia är nära nog obefolkad, med mindre än två invånare per kvadratkilometer.